# San Ignacio, Durango
San Ignacio är en ort i Mexiko.   Den ligger i kommunen Santiago Papasquiaro och delstaten Durango, i den centrala delen av landet, 900 km nordväst om huvudstaden Mexico City. San Ignacio ligger 2 052 meter över havet och antalet invånare är 170.
Terrängen runt San Ignacio är varierad. Runt San Ignacio är det mycket glesbefolkat, med 5 invånare per kvadratkilometer. Närmaste större samhälle är Lozano Zavala, 4,5 km nordväst om San Ignacio. Omgivningarna runt San Ignacio är i huvudsak ett öppet busklandskap.